# فورد (واشینگتن)
فورد (به انگلیسی: Ford) یک منطقهٔ مسکونی در ایالات متحده آمریکا است که در شهرستان استیونز، واشینگتن واقع شده‌است. فورد ۵۴۴٫۰۷ متر بالاتر از سطح دریا واقع شده‌است.